# Sphaerichthys selatanensis
Sphaerichthys selatanensis is een straalvinnige vissensoort uit de familie van de echte goerami's (Osphronemidae). De wetenschappelijke naam van de soort is voor het eerst geldig gepubliceerd in 1979 door Vierke.